# Casa Ferrario
A Casa Ferrario é um edifício histórico em Milão na Itália.

## História
O edifício foi projetado pelo arquiteto italiano Ernesto Pirovano. A construção começou em 1902 e foi concluída em 1904.

## Descrição
A construção, que se estende por quatro níveis, está localizada ao longo da Via Spadari, ao lado da Casa Vanoni.
É um dos exemplos mais significativos do estilo Art Nouveau em Milão. Destaca-se pelas suas sacadas decoradas com guarda-corpos de ferro forjado, realizados por Alessandro Mazzucotelli.

## Galeria

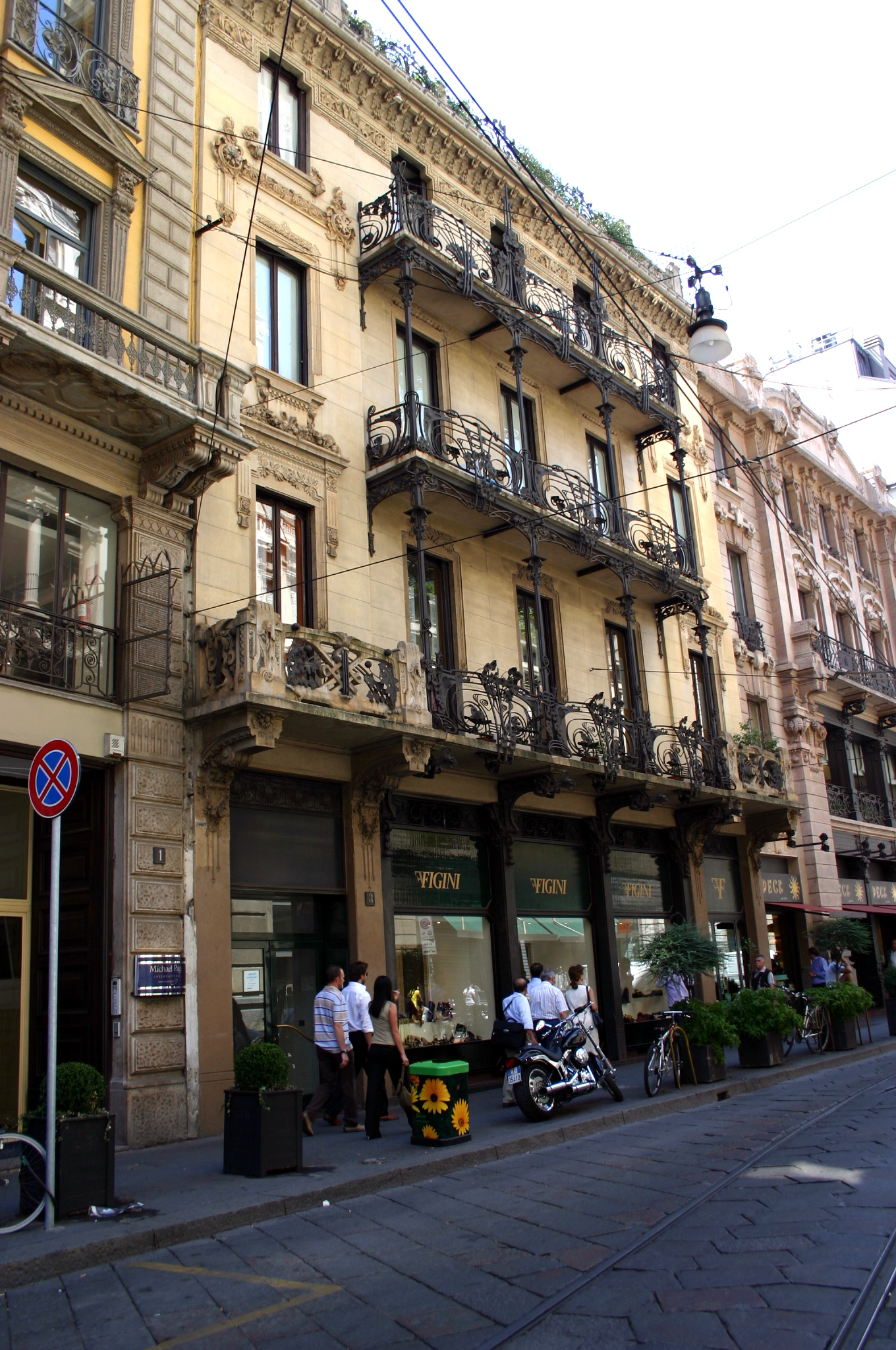
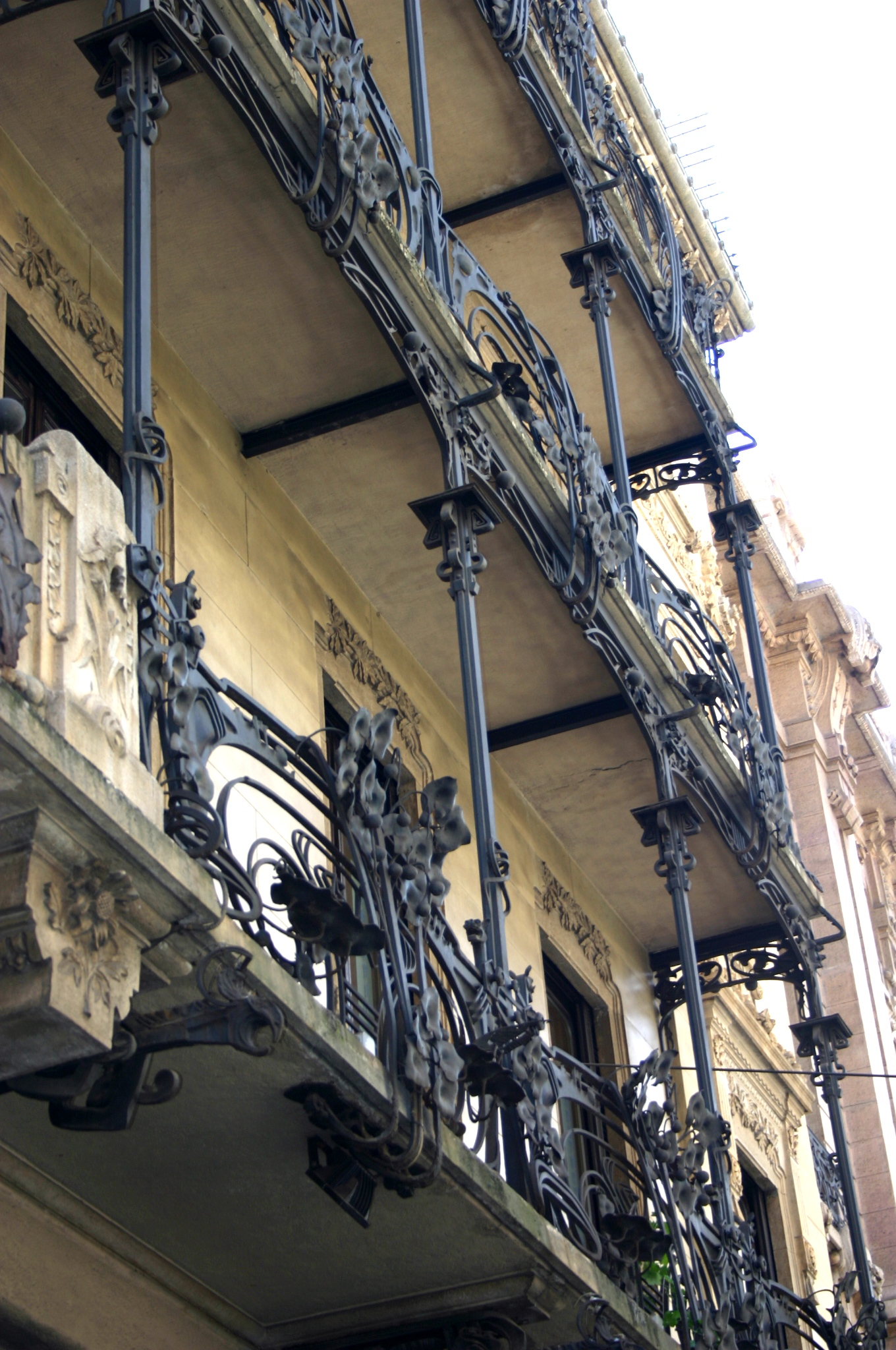
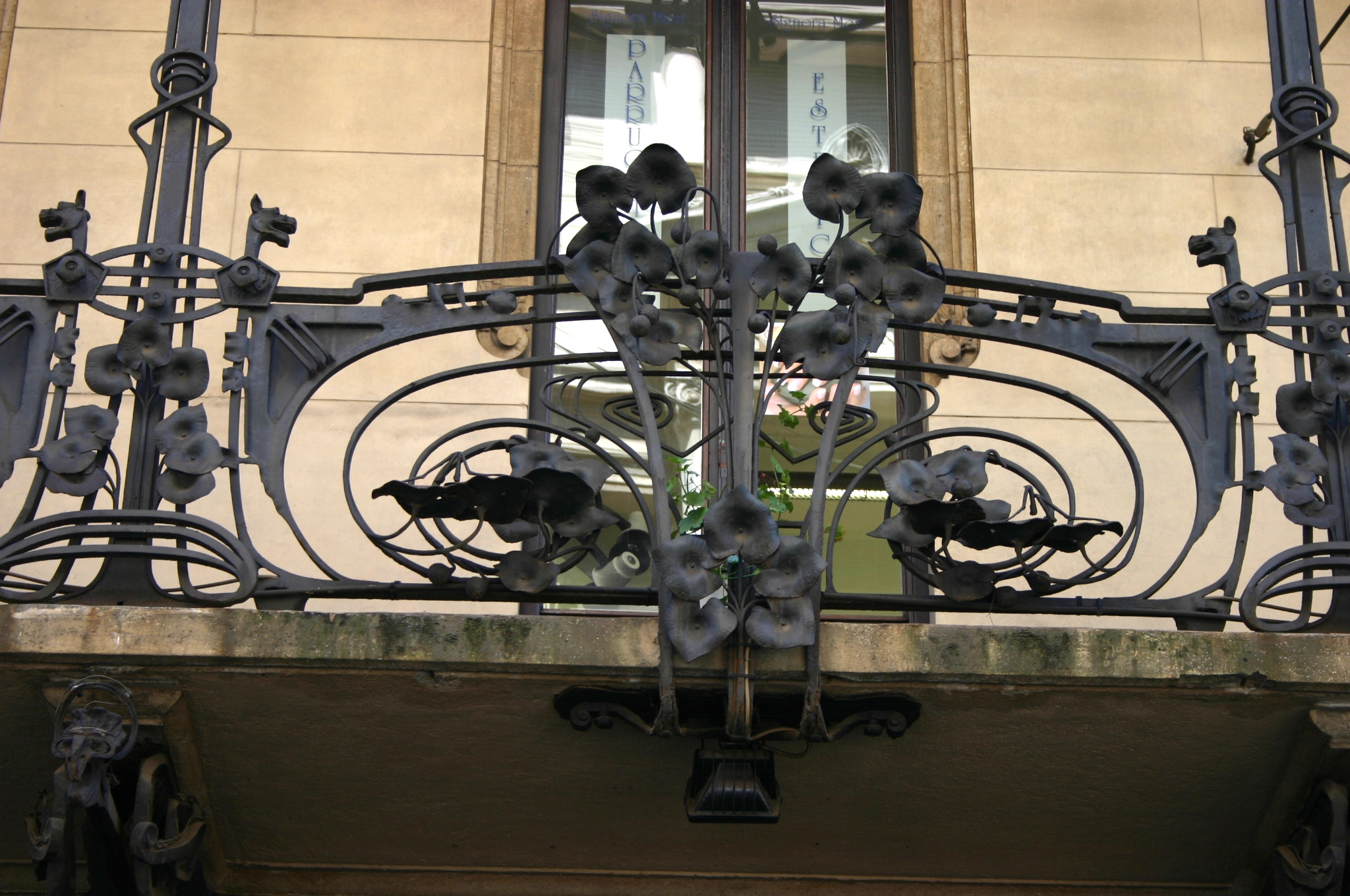